# سارا گونتر
سارا گونتر (به آلمانی: Sarah Günther) (زادهٔ ۲۵ ژانویهٔ ۱۹۸۳ میلادی، در شهر برمن) یک بازیکن زن فوتبال در پست هافبک است.وی در حال حاضر برای باشگاه فرانکفورت است.او همچنین برای تیم ملی فوتبال زنان آلمان نیز بازی کرده‌است.

## افتخارات

### آلمان
- مسابقات فوتبال زنان اروپا: قهرمان سال ۲۰۰۵